# Ramón Hoyos
Hoyos  Vallejo est un nom espagnol. Le premier nom de famille, en général paternel, est Hoyos ; le second, en général maternel, souvent omis, est Vallejo.
Vous lisez un « bon article » labellisé en 2015.
Ramón Emilio Hoyos Vallejo, né le 26 mai 1932 à Marinilla (département d'Antioquia) et mort le 19 novembre 2014 à Medellín (département d'Antioquia), est un coureur cycliste colombien des années 1950. Surnommé « El escarabajo de la montaña » (en français, littéralement, « le scarabée de la montagne ») en raison de son aisance dans les ascensions, il est considéré par ses pairs comme le premier « monstre » du cyclisme en Colombie.
Hoyos remporte cinq éditions du Tour de Colombie entre 1953 et 1958 dont quatre consécutivement. Lors de l'édition de 1955, il gagne 12 des 18 étapes, record toujours d'actualité en 2014, année de son décès. En 1955, il devient également le premier Colombien à obtenir le titre de champion panaméricain sur route. Il participe avec la Colombie aux Jeux olympiques d'été de 1956 et 1960. Hoyos décide de mettre définitivement fin à sa carrière de cycliste en 1964, la fédération colombienne de cyclisme ne l'ayant pas intégré dans la liste des athlètes devant participer aux Jeux olympiques d'été de Tokyo qui se déroulent cette même année.
La gloire de Hoyos est telle en Colombie que Gabriel García Márquez rédige pour le journal El Espectador quatorze articles sur sa vie sportive en 1955 tandis que Fernando Botero peint en 1959 un tableau intitulé Apoteosis de Ramón Hoyos.

## Repères biographiques

### Vie privée
Ramón Hoyos Vallejo, né le 26 mai 1932 à Marinilla, dans le département d'Antioquia en Colombie, dans la ferme de sa grand-mère paternelle, a pour parents Antonio José Hoyos et María Jesús Vallejo,. Il grandit à Chorro-Hondo, une vereda rattachée à sa ville natale, dans une ferme achetée par ses parents. Dès le 9 février 1939, il suit son enseignement primaire à l'école rurale La Bolsa, située à Chorro-Hondo,. À neuf ans, il part étudier à Marinilla, étant très en avance par rapport à ce que propose sa précédente école. Il doit alors marcher six kilomètres aller-retour pour y aller, jusqu'à ce que ses parents décident d'emménager dans une maison à Marinilla même. Le virus du cyclisme lui est transmis par deux de ses douze frères, José et Juan de Dios, pratiquants de ce sport,.
Ramón Hoyos décide de quitter Marinilla à l'âge de 19 ans pour aller à Medellín, capitale du département d'Antioquia, alors qu'il n'a pas terminé ses études, afin de rejoindre ses deux frères aînés qui travaillent à la boutique de glacier San Ignacio dont le propriétaire est alors Pedro Nel Restrepo. Il y trouve un premier emploi en tant que coursier à vélo pour le compte d'un grainier mais cela s'avère être un travail très difficile. Il considère cette première expérience en cyclisme comme mauvaise et, après six mois, il quitte son poste pour travailler dans une boucherie moderne, La Bandera Blanca, en tant que livreur à bicyclette, ce qui lui permet d'avoir un salaire mensuel de soixante pesos. Sa passion pour le vélo renaît lorsqu'il remonte dessus en tant que moyen de transport alors qu'il travaille chez Coltejer, une fabrique de tissus qu'il intègre sur recommandation du propriétaire de La Bandera Blanca. Il déclarera, par la suite, avoir payé 15 pesos le vélo pour ce nouvel emploi.
En 1960, Ramón Hoyos se marie avec María Hurtado et, de leur union, naissent cinq enfants : Álvaro, Jorge, Juan Carlos, Ramón et Ángela.
Considéré comme une légende du cyclisme colombien, il décède le 19 novembre 2014 à la clinique Las Vegas de Medellín d'une affection cardiaque, son fils Jorge Hoyos signalant qu'il souffrait également de complications rénales ayant des conséquences néfastes sur les reins et le cerveau. Ses cendres reposent dorénavant dans l'ossuaire de la paroisse El Espíritu Santo, dans le quartier Prado, à Medellín.

### Carrière sportive

#### Début de carrière
L'année 1951 s'avère être un tournant décisif pour le lancement de la carrière de cycliste de Ramón Hoyos. Ainsi, il participe le 24 mai à sa première compétition officielle, à Medellín, affrontant lors de cette course de 110 km les grands noms du cyclisme antioqueño tels que Pedro Nel Gil, Roberto Cano Ramírez, Tito Gallo et Antonio Zapata. Vêtu du maillot du club Saeta avec qui il a appris les premiers fondamentaux techniques du cyclisme, il termine à la dernière place, ce qui le décourage de continuer le vélo. Néanmoins, le 12 juin de cette année-là, il remporte son premier trophée en concourant à la Doble a San Cristóbal. La même année, il participe à la Doble a Rionegro. Selon les dires mêmes de Hoyos, c'est grâce à cette course qu'il est devenu populaire dans le département d'Antioquia. En effet, il remporte la course en battant le record de 55 min, détenu par Pedro Nel Gil, avec un temps de 49 min 35 s. Dans un premier temps, la performance réalisée par Hoyos est mise en doute par certaines personnes qui estiment que la course a été mal chronométrée tant cela semble difficile d'imaginer que le record de Pedro Nel Gil, considéré comme le plus grand cycliste colombien de l'époque, ait pu être battu de plus de cinq minutes. À cette occasion, Hoyos, alors considéré comme un coureur de troisième catégorie, s'impose devant des coureurs de première catégorie tels que Héctor Mesa, Saúl Palacios et León Arango.
En janvier 1952, Ramón Hoyos est sponsorisé par Ramiro Mejía pour participer à la deuxième édition du Tour de Colombie, après que l'entraîneur de l'équipe d'Antioquia, Julio Arrastía Bricca, ne l'a pas choisi pour la compétition, ne devant désigner que huit cyclistes sur les dix présélectionnés dont faisait partie Hoyos. Dès la première étape entre Bogota et Honda, il perd le contrôle de son vélo et, dans sa chute, son front heurte le sol, ce qui le fait s'évanouir. Il est alors envoyé à l'hôpital de Honda où il apprend qu'il est disqualifié de l'épreuve cycliste, n'ayant pas terminé l'étape. Néanmoins, malgré son œil gauche enflé et qui n'a plus de vision, Hoyos fugue de sa chambre d'hôpital pour demander aux dirigeants du Tour de réintégrer la course qu'il désire continuer. Il essuie un refus de leur part. Mais, un autre disqualifié, le sergent premier Manuel Ramírez, est autorisé à rejoindre les autres participants sur la ligne de départ pour la deuxième étape après qu'un groupe d'officiers de l'armée a insisté pour qu'il puisse continuer la compétition. Les autres disqualifiés font alors pression estimant que « si le sergent Ramírez court, alors nous aussi nous courons ». En fin de compte, tous, Hoyos y compris, réintègrent la course. Hoyos, qui participe pour la première fois au Tour de Colombie, se classe finalement au sixième rang du classement général (au septième selon Hoyos) sur les soixante cyclistes au départ de l'épreuve. Il termine également deuxième du classement du meilleur jeune. De plus, il remporte sa première victoire d'étape entre Cali et Sevilla, lors de la neuvième étape en date du 22 janvier. À la fin de la deuxième édition du Tour de Colombie, les journaux colombiens publient même sa photo avec la légende « La revelación de 1952 ».

#### 1953: premier grand titre national et désillusion européenne
Si les deux premières éditions du Tour de Colombie sont respectivement remportées par le Colombien Efraín Forero Triviño en 1951 et par le Français José Beyaert en 1952, Hoyos remporte cette course de 1953 à 1958, sauf en 1957. Ainsi, en 1953, Hoyos décroche son premier Tour de Colombie après avoir gagné 8 des 15 étapes, la victoire finale se jouant lors de la dernière étape contre José Beyaert. Il termine également premier au classement du meilleur grimpeur. Selon Hoyos, « [s]a position lors de la III Vuelta fut gagnée minute par minute » car, à l'issue de la première journée entre Bogota et Honda, il accusait pourtant un retard de 21 minutes sur le vainqueur de l'étape, Efraín Forero.
La même année, le journaliste Jean Leulliot, créateur de la Route de France, envoie une invitation à la fédération colombienne de cyclisme que cette dernière accepte. L'entraînement, qui s'ensuit dans la savane de Bogota, manque cependant d'intensité, étant réalisé dans un cadre habituel, sur une route vallonnée mais facile. Pour Hoyos, l'entraînement est même minimal, ayant été arrêté par l'armée colombienne pour avoir enfreint les lois du service militaire obligatoire. Incorporé dans l'armée et transféré à Cúcuta, il participe alors, en tant que représentant de l'armée, à la classique vénézuélienne La Doble a San Cristóbal qu'il ne parvient pas à remporter avec un vélo et un équipement d'emprunt ainsi que par manque d'entraînement.
Le 6 mai, la presse française diffuse la liste des participants fournie par l'organisation de la Route de France dans laquelle Hoyos ne figure pas. Cependant, grâce au journal El Tiempo qui aurait négocié auprès des hauts gradés de l'armée pour l'intégrer à l'équipe, Hoyos est du vol en partance de Bogota le 8 mai. Outre Hoyos, l'équipe colombienne est composée de ses coéquipiers Héctor Meza, Efraín Forero, Fabio León Calle, Mario Montaño et Oscar Oyola ainsi que du directeur technique de l'équipe, José Beyaert,. 
La Route de France 1953, qui se déroule du 13 au 25 mai, voit après seulement quatre jours de course, l'abandon des coureurs cyclistes colombiens engagés. Hoyos finit la première étape à la dernière place, avec plus d'une heure de retard sur le vainqueur mais est cependant repêché, tout comme ses coéquipiers, les commissaires de course se refusant d'éliminer dès le début toute une équipe venue d'un autre continent. Lors de la deuxième étape, il finit encore avec plus d'une heure de retard. Hoyos, qui compte plus de trois heures de retard sur le leader du classement général après seulement trois étapes, est finalement exclu le quatrième jour après avoir terminé hors délai.
À la suite d'un accident de moto qui lui vaut une blessure à la tête et les deux mains fracturées, Hoyos ne peut pas participer au championnat national de cyclisme qui se déroule en juin 1953 à Cali.

#### 1954-1958: nette domination au niveau national
En 1954, alors que Gustavo Rojas Pinilla exerce le pouvoir sous forme d'une dictature militaire, les Forces militaires de Colombie décident d'enrôler Hoyos pour qu'il participe cette année-là au Tour de Colombie sous leurs couleurs. Dans un contexte de guerre des régions sur les aspects politiques, économiques et culturels, le fait d'enrôler Hoyos peut être vu comme une volonté de créer un symbole d'unité nationale, le vainqueur de l'édition précédente du Tour de Colombie étant Colombien avant d'être Antioqueño, cette tentative s'avérant néanmoins être un échec. Lors de cette édition qui se déroule du 12 au 30 janvier, Hoyos termine premier au classement général et à celui du meilleur grimpeur, remportant à l'occasion les 2e, 3e, 4e, 10e, 11e et 13e étapes. La même année, Ramón Hoyos participe à ses premiers Jeux d'Amérique centrale et des Caraïbes qui se déroulent du 5 au 20 mars, à Mexico. Avec ses coéquipiers Héctor Mesa, Justo Londoño et Efraín Forero, il domine l'épreuve du contre-la-montre par équipes, devant les cyclistes vénézuéliens et guatémaltèques. Enfin, fin septembre-début octobre, il participe au Tour de Porto Rico comprenant 801 km courus sur moins d’une semaine, la course étant coupée par un jour de repos. Lors de cette épreuve, après avoir gagné l'étape entre Ponce et Mayagüez, il assume son rôle de leader jusqu'à la fin de la compétition boricua. Il termine à la première place du classement général en remportant deux étapes. Il s'agit alors de la première victoire d'un Colombien dans la course la plus importante d'un autre pays, à la suite d'une invitation inédite pour le cyclisme colombien naissant. 
Le 26 mars 1955, lors de la deuxième édition des jeux panaméricains qui ont lieu à Mexico, il est le premier Colombien à décrocher la médaille d'or lors de la course en ligne individuelle,. Avec la première place acquise par Hoyos qui parcourt le tracé de 175 km en 4 h 33 min 1 s ainsi que les deuxième et dixième places obtenues respectivement par Benjamín Jiménez et Efraín Forero, la Colombie récolte également une médaille d'or pour la course en ligne par équipes. La même année, à l'issue du Tour de Colombie qui se déroule du 21 mai au 12 juin, il empoche son troisième titre de suite dans cette course cycliste,. Il domine largement cette épreuve en remportant 12 des 18 étapes, record encore d'actualité en 2014, année de son décès. Il termine également en tête du classement des meilleurs grimpeurs.
En avril 1956, Hoyos participe au Tour du Mexique durant lequel il finit à la cinquième place, obtenant deux victoires d'étape. Puis, en juin, il remporte pour la quatrième fois consécutive le Tour de Colombie, avec huit victoires d'étape, devançant Jorge Alfonso Luque et Efraín Forero au classement général. Par ailleurs, Hoyos participe aux Jeux olympiques d'été de 1956 qui se déroulent à Melbourne, en Australie, du 22 novembre au 8 décembre. Lors de la course en ligne masculine de cyclisme sur route où seuls 44 des 88 participants terminent l'épreuve de 188 km, il réalise un temps de 5 h 23 min 40 s et se classe à la treizième place, à 2 min 23 s du vainqueur, l'Italien Ercole Baldini. Par ailleurs, avec l'équipe de Colombie, il atteint la huitième place à la course en ligne par équipes. Avec ses coéquipiers (Octavio Echeverri, Honorio Rúa et Héctor Monsalvel), il échoue aux phases éliminatoires lors de la poursuite par équipes sur 4 000 m.
Lors de l'édition de 1957 du Tour de Colombie, Hoyos est accusé d'avoir été « tracté » par l'un de ses assistants, lors de la sixième étape, ce qui lui vaut une pénalité de cinq minutes. À l'issue de cette journée qui relie Medellín à Riosucio, il n'est alors que 12e du classement général, à une heure du leader au classement général, son coéquipier Hernán Medina Calderón. Selon Hoyos, les évènements se sont déroulés ainsi : le lieutenant Rojas, qui était le chef des juges, utilisait des jumelles pour observer de loin la course. Il est probable qu'il ait vu un de ses compagnons près de lui ou qui l'aidait à traverser une mauvaise passe, chose commune à l'époque. En signe de protestation contre la sanction infligée à Hoyos, l'entraîneur de l'équipe d'Antioquia, Julio Arrastía Bricca, décide de retirer l'équipe de la compétition. L'épreuve est finalement remportée pour la deuxième fois depuis sa création par un cycliste étranger, l'Espagnol José Gómez del Moral qui était 2e au classement général avant le retrait des cyclistes d'Antioquia.
En janvier 1958, Ramón Hoyos affronte lors d'une course d'un jour, à savoir la troisième édition du Clásico El Colombiano, l'Italien Fausto Coppi et le Suisse Hugo Koblet. À cette occasion, il remporte une victoire de prestige devant deux figures du cyclisme mondial. En juin, Hoyos gagne pour la cinquième et dernière fois le Tour de Colombie devant ses compatriotes Hernán Medina Calderón et Honorio Rúa Betancourt, terminant également premier sur trois étapes.

#### Fin de carrière
En 1959, Hoyos, qui a pour coéquipiers Pablo Hurtado et Efraín Forero, remporte pour la deuxième fois de sa carrière sportive l'épreuve du contre-la-montre par équipes lors des Jeux d'Amérique centrale et des Caraïbes qui se déroulent à Caracas, devant les cyclistes vénézuéliens et mexicains. La même année, lassé par ses victoires et d'être si peu rémunéré compte tenu des efforts fournis, Hoyos est sur le point de mettre fin à sa carrière de cycliste mais se ravise au dernier moment, après avoir été contacté par l'entraîneur d'Antioquia, Julio Arrastía Bricca, afin qu'il rejoigne son équipe. Il ne lui reste alors que deux semaines pour effectuer sa préparation pour la nouvelle édition du Tour de Colombie prévue du 20 mai au 5 juin. Finalement, il termine à la quatrième place du classement général à l'issue de la quinzième et dernière étape de ce Tour remporté par Rubén Darío Gómez. Il considère ce résultat comme un échec et prend alors la décision d'arrêter le vélo. En octobre de la même année, il ouvre son magasin de bicyclettes.
Ramón Hoyos reprend la compétition en 1960 mais les résultats ne suivent pas. En effet, en juin de la même année, Hoyos ne parvient à remporter que la 4e étape du Tour de Colombie 1960. De plus, lors de sa participation aux Jeux olympiques d'été de 1960 à Rome du 25 août au 11 septembre, il n'obtient que la 48e place à l'issue de la course en ligne individuelle masculine de cyclisme sur route, à 1 min 1 s du vainqueur, le Soviétique Viktor Kapitonov.
Après avoir fait l'impasse sur les éditions du Tour de Colombie de 1961 à 1963, Hoyos prend part à celle de 1964, qui se déroule du 8 au 28 juin. Sur les 63 coureurs au départ de cette course d'une longueur totale de 2 445 km, il termine à la septième place. La même année, Hoyos décide de mettre définitivement fin à sa carrière de sportif, la fédération colombienne de cyclisme ne l'ayant pas intégré dans la liste nationale des athlètes qui participeront aux Jeux olympiques d'été de Tokyo du 10 au 24 octobre. Il se concentre alors sur ses activités commerciales. Il ne quitte cependant pas entièrement le monde du cyclisme. En effet, il fait une incursion dans les médias, notamment au niveau de la radio en tant que commentateur sportif pour Radio Caracol de 1964 à 1971, à bord d'une moto qu'il conduit.

## Style, caractère et reconnaissance

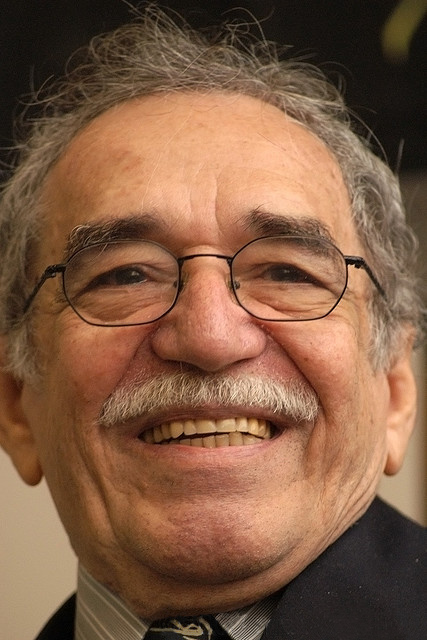
En 1955, Gabriel García Márquez écrit « El triple campeón revela sus secretos ».

Premier cycliste à remporter cinq fois le Tour de Colombie, Ramón Hoyos est considéré par ses pairs comme le premier « monstre » du cyclisme en Colombie. Cependant, sa technique particulière pour monter les côtes, qui consiste à se carrer sur la selle jambes écartées, à chaque coup de rein, afin de faire avancer le vélo, lui a valu les moqueries du peloton expérimenté qui le traitait d'« inhabile » et de « nouveau sans technique ». Dès ses débuts dans le cyclisme, il est surnommé « El escarabajo de la montaña » (en français, littéralement, « le scarabée de la montagne ») en raison de son aisance dans les ascensions et ses capacités dans la lutte et le sacrifice. Il doit ce surnom au rédacteur sportif du journal colombien El Tiempo, Jorge Enrique Buitrago, qui trouve que le jeune cycliste a « une apparence rare d'animal » alors qu'il grimpe un páramo. Dans la précipitation, le chroniqueur ne parvient pas à définir l'animal et décide de le baptiser « El Escarabajo », Hoyos courant courbé sur son vélo. Par la suite, Buitrago reconnaîtra qu'en réalité Hoyos lui faisait penser à une sauterelle. Par extension, les cyclistes colombiens sont dorénavant connus dans le monde comme étant les escarabajos,. Hoyos est également surnommé « Don Ramón de Marinilla » par le commentateur sportif Carlos Arturo Rueda Calderón. 
Selon les dires du journaliste Héctor Urrego Caballero en 2014, Hoyos est un homme « doté d'une forte personnalité, sérieux, hautain, fier de ce qu'il a accompli en tant que cycliste. Contestataire, controversé, qui ne mâche pas ses mots. Gagnant irréductible, il a toujours couru dans le but de gagner toutes les courses dans lesquelles il s'était inscrit ». Pour Javier Suárez (es), vainqueur du Tour de Colombie 1965, « Ramón était respecté au sein du peloton,  malgré le fait que c'était un homme explosif et qui n'aimait pas perdre ni qu'on parle de lui. Il était prétentieux, puisqu'il se croyait le meilleur, et peut-être l'était-il ».
Dans les années 1950, période durant laquelle les coureurs antioqueños occupent les premières places du classement général du Tour de Colombie, une chanson intitulée « Los paisas en caravana » est composée en l'honneur des victoires épiques de Hoyos. La gloire de Hoyos dans le monde du cyclisme attire l'attention de Gabriel García Márquez qui décide d'écrire pour le journal El Espectador, en 1955, quatorze articles sur sa vie sportive. Pour cela, l'écrivain s'appuie sur des interviews en face-à-face avec le cycliste, l'ouvrage intitulé « El triple campeón revela sus secretos » (en français : Le triple champion révèle ses secrets) étant raconté à la première personne du singulier afin de donner l'impression qu'il s'agit d'extraits d'une autobiographie. Par ailleurs, Fernando Botero réalise en 1959 l'œuvre intitulée Apoteosis de Ramón Hoyos,, un tableau de 1,72 mètre de haut sur 3,24 mètres de large, sur le thème du triomphe du coureur cycliste.

## Palmarès
| - 1952 - 9e étape du Tour de Colombie - 1953 - Tour de Colombie : - Classement général - Classement du meilleur grimpeur - 4e, 5e, 6e, 7e, 10e, 11e, 12e et 15e étapes - 1954 - Médaillé d'or du contre-la-montre par équipes aux Jeux d'Amérique centrale et des Caraïbes (avec Héctor Mesa, Justo Londoño et Efraín Forero) - Tour de Colombie : - Classement général - Classement du meilleur grimpeur - 2e, 3e, 4e, 10e, 11e et 13e étapes - Tour de Porto Rico - Classement général - 2e et 5e étapes - 1955 - Médaillé d'or de la course en ligne aux Jeux panaméricains - Tour de Colombie : - Classement général - Classement du meilleur grimpeur - 1re, 2e, 3e, 4e, 5e, 6e, 10e, 11e, 12e, 14e, 16e et 18e étapes | - 1956 - 7e et 14e étapes du Tour du Mexique - Tour de Colombie : - Classement général - 3e, 5e, 7e, 8e, 11e, 12e, 16e et 17e étapes - 1958 - Tour de Colombie : - Classement général - 2e, 11e et 14e étapes - 1959 - Médaillé d'or du contre-la-montre par équipes aux Jeux d'Amérique centrale et des Caraïbes (avec Pablo Hurtado et Efraín Forero) - 1960 - 4e étape du Tour de Colombie - ensemble de sa carrière - 38 victoires d'étape au Tour de Colombie. |

## Résultats sur les championnats

### Jeux olympiques

#### Route
Course en ligne individuelle
2 participations.
- 1956 : 13e au classement final[38].
- 1960 : 48e au classement final[49].

Course en ligne par équipes
- 1956 : 8e au classement final[60].

Le classement de la course en ligne par équipes est effectué par l'addition des places des trois meilleurs coureurs de chaque nation, lors de la course individuelle.

#### Piste
Poursuite par équipes
1 participation.
- 1956 : Éliminé au tour qualificatif[61] (avec Héctor Monsalve (en), Honorio Rúa (es) et Octavio Echeverri (en)[62]).

Il n'y a seulement que huit équipes qualifiées lors des séries éliminatoires.
| Jeux panaméricains Route Course en ligne 1 participation. Mexico 1955 : Vainqueur de l'épreuve. | Jeux d'Amérique centrale et des Caraïbes Route Course en ligne par équipes Mexico 1954 : Vainqueur de l'épreuve [ 33 ] . Caracas 1959 : Vainqueur de l'épreuve [ 33 ] . Le classement de la course en ligne par équipes est effectué par l'addition des places des trois meilleurs coureurs de chaque nation, lors de la course individuelle. |